# Ante Pavelić

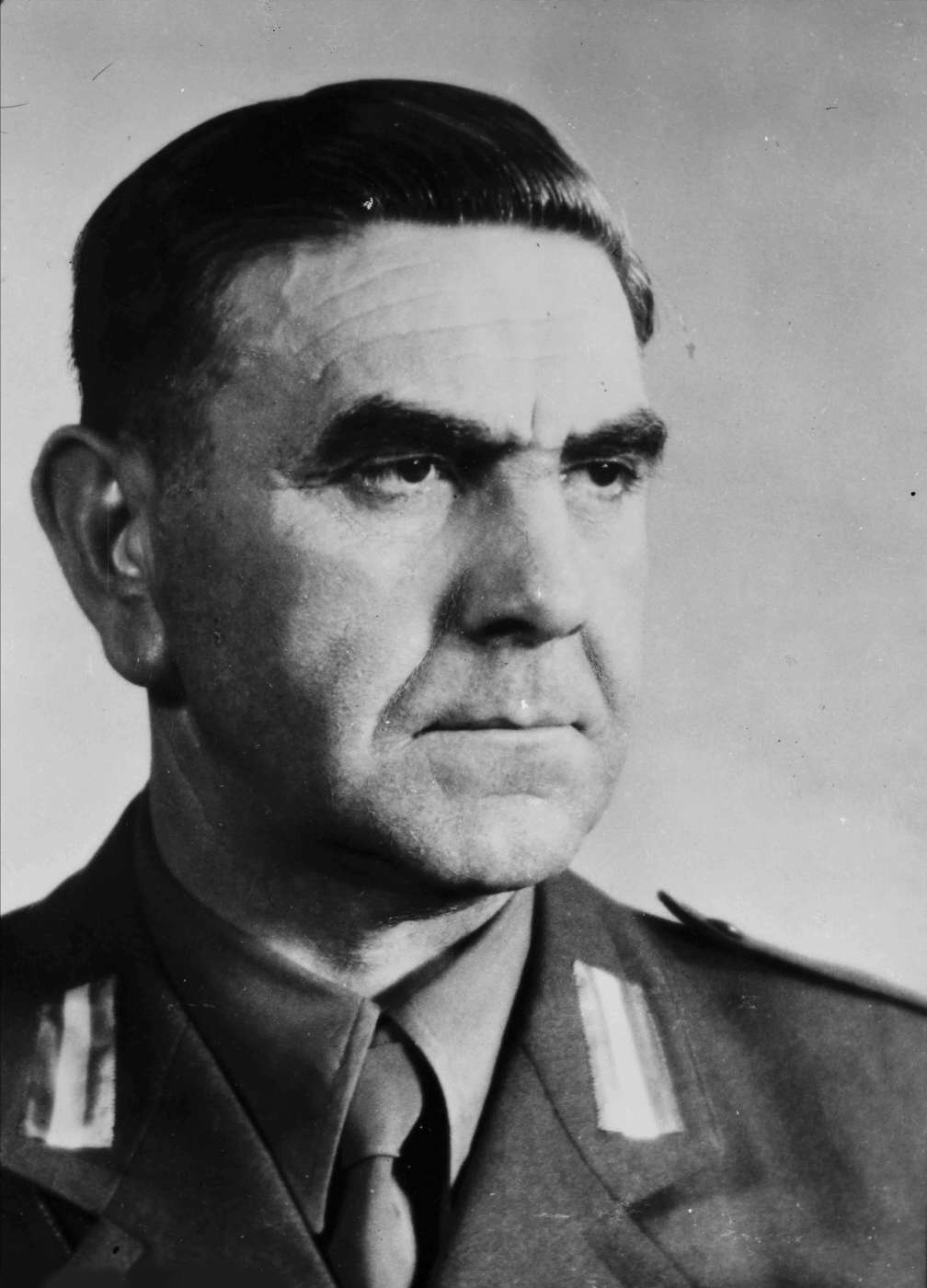
Ante Pavelić (1942)

Ante Pavelić (Bradina bij Konjic, 14 juli 1889 – Madrid, 28 december 1959) was een Kroatisch leider, de oprichter van de fascistische Ustašabeweging. Pavelić was tijdens de Tweede Wereldoorlog op de Balkan (hoofd)verantwoordelijk voor genocides op Serviërs, Joden en Roma.

## Een jong politicus
Ante Pavelić was van 1921 tot 1929 voor de Kroatische Partij van het Recht de enige afgevaardigde in de Skupština, het Joegoslavische parlement. Deze partij keerde zich fel tegen de Joegoslavische staat en streefde naar een onafhankelijk Kroatië. De partij was echter ook gekant tegen de Kroatische Boerenpartij - de belangrijkste Kroatische partij in het parlement - die zij te links vond.

## Moord op de koning
In 1929, nadat koning Alexander I van Joegoslavië de grondwet buiten werking had gesteld en als alleenheerser optrad, vluchtte Pavelić naar het buitenland. Vervolgens richtte hij de Ustašabeweging (Opstandbeweging) op. Vanuit Groot-Brittannië beraamde hij samen met de Bulgaars-Macedonische nationalist en terrorist Ivan Mihailov een aanslag op koning Alexander. Deze werd in 1934 gepleegd door Mihailovs chauffeur, Vlado Chernozemski, tijdens een staatsbezoek van de koning aan Frankrijk. De koning overleed ter plekke, en ook de Franse minister van Buitenlandse Zaken Louis Barthou kwam om het leven. Spoedig kwam men erachter dat de Ustaša en de Macedonische IMRO achter de aanslag zaten. Pavelić werd door Frankrijk bij verstek ter dood veroordeeld. Pavelić, die in Italië leefde, werd door dat land (Mussolini) echter niet uitgeleverd.

## Schrikbewind en concentratiekampen met morele steun van Pius XII

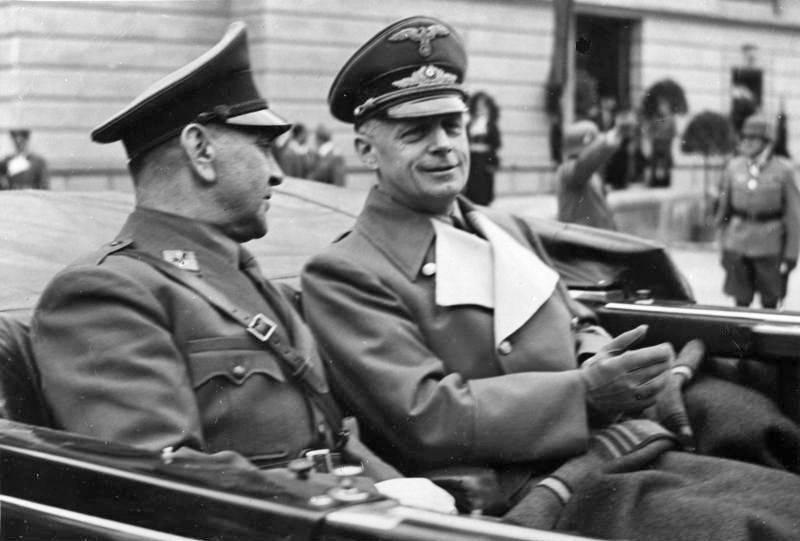
Ante Pavelić (links) en Joachim von Ribbentrop (juni 1941)

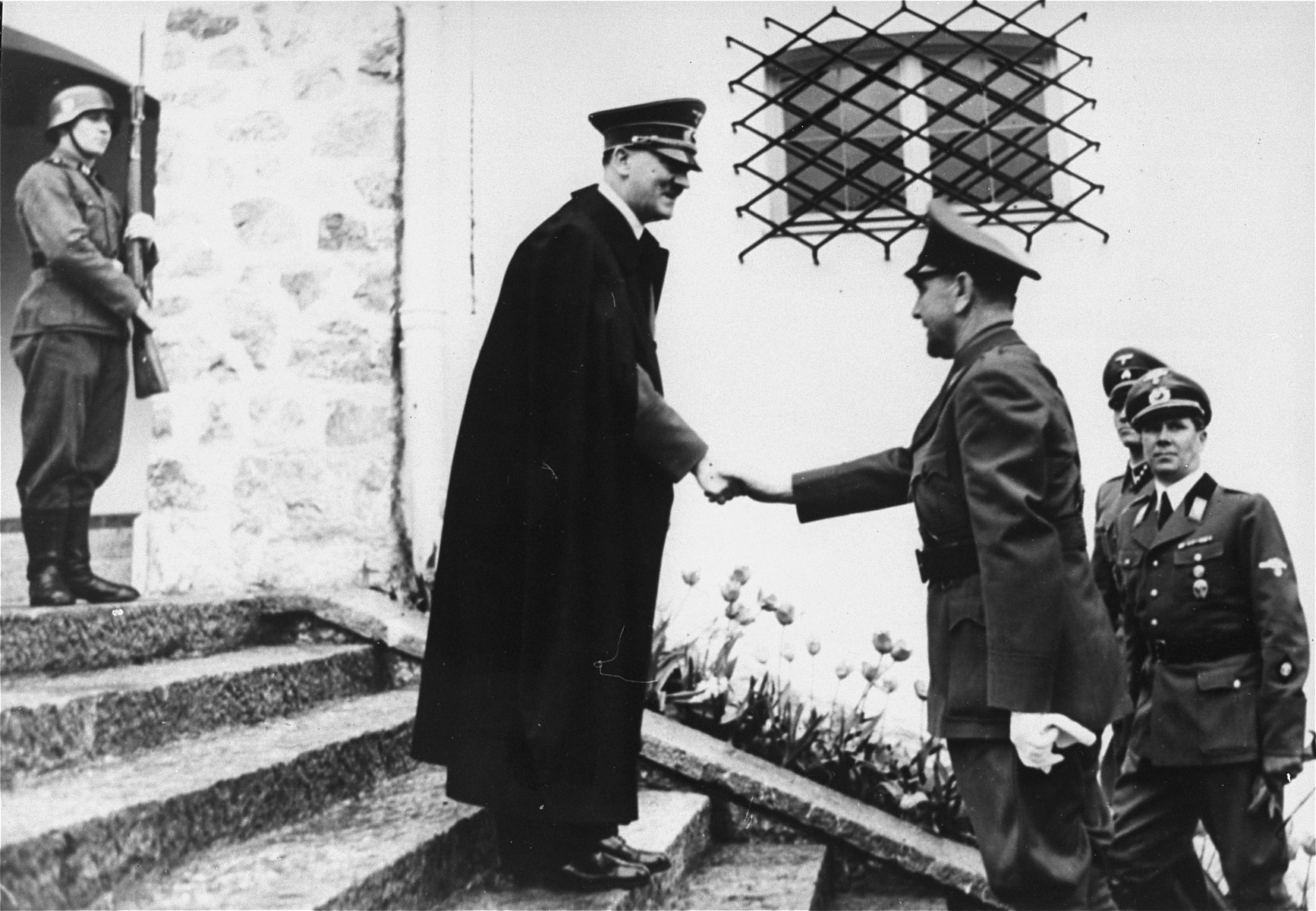
Ante Pavelić bezoekt Adolf Hitler in de Berghof (juni 1941)

In Kroatië brak de Tweede Wereldoorlog in april 1941 uit. Na de Duitse inval in Joegoslavië keerde Pavelić naar Kroatië terug. Kroatië werd de Onafhankelijke Staat Kroatië (NDH) onder de Italiaanse hertog "Tomislav II" (die 'zijn' land echter geen enkele keer bezocht). Pavelić werd Poglavnik (dat wil zeggen leider, Führer) van de nieuwe staat. De Ustaša voerden een repressief bewind gericht op het realiseren van een homogene natiestaat, waarvan de Joden, zigeuners (Roma en Sinti), andere minderheden, linkse opposanten, maar vooral Serviërs het slachtoffer werden.
De Ustaša wilden een derde van de Serviërs uitroeien, een derde assimileren (wat inhield dat zij tot het katholicisme bekeerd moesten worden en gekroatiseerd) en een derde naar hun eigen land (dat wil zeggen Nedic-Servië) deporteren. Verder was er niet echt een beleid in het Tweede Wereldoorlogse Kroatië, de staat en de macht van het land was nog nooit zo groot geweest en het bewind hield zich voornamelijk bezig met het homogeen maken van de nazi-satellietstaat. Veel Serviërs, Joden en Roma kwamen terecht in de Kroatische internerings- en concentratiekampen, op de eerste plaats het beruchte Jasenovac. 
Niet onbelangrijk voor Pavelić en de legitimiteit van zijn onafhankelijk Kroatië was de audiëntie die hem verleend werd door paus Pius XII. De Ustaša zouden na het behalen van het streven de Serviërs en de orthodoxe kerken te vernietigen totale vergeving ontvangen van de Rooms-Katholieke Kerk en vele geestelijken gaven openlijk toestemming voor de gruwelijkheden die gepleegd werden. De assimilatie van Serviërs hield in dat zij hun orthodoxe geloof moesten laten varen en zich moesten bekeren tot het rooms-katholicisme. In deze strijd zijn zij aangemoedigd door de Rooms-Katholieke Kerk. Alle orthodoxe kerken werden verwoest en de orthodoxe geestelijken gemarteld en vermoord. Het Vaticaan erkende de staat Kroatië echter niet openlijk, al waren er wel zeker nauwe banden, die bevestigd zijn na het openbaren van geheime Vaticaanse documenten in 1986. De aartsbisschop van Zagreb, Alojzije (Aloysius) Stepinac, heeft zich wel openlijk tegen de misdaden van het Pavelić-regime uitgesproken; bovendien zette Stepinac zich achter de schermen in voor joodse en Servische slachtoffers van de staatsterreur. Hierin was Stepinac de enige katholieke geestelijke die zich openlijk uitgesproken heeft tegen het regime.
Schattingen van het aantal slachtoffers lopen uiteen van 200.000 tot 800.000 op een bevolking van enkele miljoenen inwoners. Aangemerkt dient te worden dat de laagste schattingen uit Kroatische hoek komen en de hoogste schattingen uit Servisch-Joegoslavische hoek. In het algemeen wordt het aantal slachtoffers van de Ustaša geraamd op rond de 330.000 Serviërs, 20.000 zigeuners, duizenden tegenstanders van het regime en ruim 80% van de joden in Kroatië. Nog steeds worden er massagraven ontdekt uit de Tweede Wereldoorlog en is het aannemelijker dat het aantal slachtoffers boven het half miljoen ligt, dan eronder.

## Ondergang
In de tweede helft van 1944 deserteerden soldaten van het Kroatische Reguliere Leger en liepen veelal over naar Tito's partizanen, die nu praktisch geheel Kroatië in handen hadden. Alleen Zagreb, de hoofdstad van de NDH was dankzij de aanwezigheid van de Wehrmacht nog in handen van de Ustaša. In april 1945 vond er een grootscheepse evacuatie van Ustaša-leiders uit Zagreb plaats, onder hen ook Pavelić. Het dagelijkse bestuur van de NDH in Zagreb liet hij over aan Mile Budak, de Doglavnik (plaatsvervanger). Op 7 mei 1945 capituleerde de Wehrmacht in Zagreb en werd de stad door de partizanen bevrijd.

## Vlucht naar Rome, vermomd als priester
Inmiddels vluchtten honderdduizenden Kroatische burgers de Oostenrijkse grens over, op de voet gevolgd door het Eerste Partizanenleger. Ze werden na hun aankomst in het Oostenrijkse Bleiburg door de Britten terug de grens over gestuurd, waarop ze in handen kwamen van de partizanen. Velen werden daarop vermoord in wat later bekend is komen te staan als het bloedbad van Bleiburg. Nog altijd wordt jaarlijks een herdenking gehouden in Bleiburg ter nagedachtenis van deze oorlogsmisdaad. In mei 1945 wisten Pavelić en praktisch de hele Ustaša-top te ontkomen. Hij kwam vermomd als priester met een Peruviaans paspoort Italië binnen. Via Venetië en Florence, kwam hij aan in Rome in de lente van 1946, nog steeds vermomd als katholiek priester, gebruik makend van de schuilnaam Don Pedro Gonner. In Rome kreeg hij bescherming door het Vaticaan en verbleef op een aantal adressen die aan het Vaticaan toebehoorden.
Na een verblijf van twee jaar, aanvankelijk in het Klooster van San Girolamo (een centrum van Kroatische activiteit) in Rome, vestigde Pavelić zich in het Argentinië van president Juan Perón.

## Staatsschat
Of Pavelić en de Ustaša door het Vaticaan geholpen zijn tijdens hun vlucht via de rattenlijn (naam voor vluchtroutes die nazioorlogsmisdadigers gebruikten om na de Tweede Wereldoorlog van Europa naar Zuid-Amerika te vluchten) naar Argentinië is nog altijd omstreden. Ook de deels verdwenen staatsschat van Kroatië speelt daarin een belangrijke rol. Volgens velen werd deze schat, die voor een groot deel uit goud bestond en mede afkomstig was van de slachtoffers van het regime van Pavelić, onder meer gebruikt voor de financiering van gewelddadige activiteiten van de naoorlogse Ustaša. Bij hun vlucht had Pavelić ruim 250 kilogram goud en edelstenen mee en schijnt er een bedrag van 1.000.000 kuno betaald te zijn voor de vlucht van duizenden Ustaša.
In Argentinië richtte Pavelić een 'Kroatische Regering in Ballingschap' op. De voorlopige regering gaf haar steun aan de Ustaša-rebellen die nog steeds actief waren in Kroatië (tot 1947). Een neo-Ustaša-beweging pleegde nog tot in de jaren tachtig van tijd tot tijd moordaanslagen op Joegoslavische doelen.

## Levenseinde
Pavelić was in Argentinië veiligheidsadviseur van de Argentijnse president Juan Perón. Op 10 april 1957 pleegde de Servische Četnik Blagoje Jovović een mislukte aanslag op zijn leven. De Joegoslavische regering verzocht om zijn uitlevering en de Argentijnse regering was na de val van Perón in 1955 er niet meer zo happig op hem te beschermen. Hij besloot hierop vroegtijdig het ziekenhuis te verlaten om via Paraguay en Chili naar het Franquistische Spanje te verhuizen.
Hij overleed aan complicaties van zijn schotwonden op 28 december 1959 in een Madrileens ziekenhuis. In Kroatië wordt hij door sommigen nog steeds als een held vereerd. Bij zijn overlijden hield hij een rozenkrans vast die hij persoonlijk van paus Pius XII had gekregen.
- Bibsys: 8047163
- Biblioteca Nacional de España: XX1380258
- Bibliothèque nationale de France: cb12142084s (data)
- Gemeinsame Normdatei: 118789996
- International Standard Name Identifier: 0000 0000 8389 3545
- Library of Congress Control Number: n82047218
- Nationale Bibliotheek van Tsjechië: xx0100636
- Nationale Bibliotheek van Israël: 987007276631005171
- Nederlandse Thesaurus van Auteursnamen: 129991627
- SNAC: w6xw6q4x
- Système universitaire de documentation: 029891086
- Virtual International Authority File: 64803587
- WorldCat: E39PBJrm73PMX8cydJwC7HxYyd